# Joseph A. Goulden

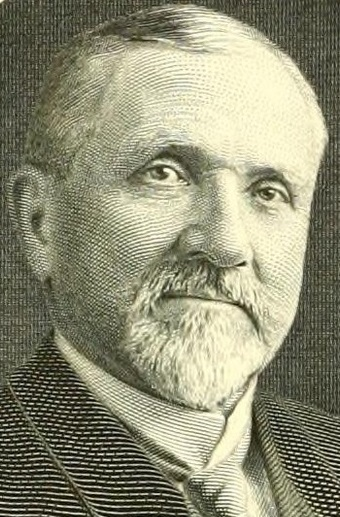
Joseph A. Goulden

Joseph Aloysius Goulden (* 1. August 1844 in Littlestown, Pennsylvania; † 3. Mai 1915 in Philadelphia, Pennsylvania) war ein US-amerikanischer Politiker. Er vertrat zwischen 1903 und 1911 sowie zwischen 1913 und 1915 den Bundesstaat New York im US-Repräsentantenhaus.

## Werdegang
Joseph Aloysius Goulden wurde ungefähr zwei Jahre vor dem Ausbruch des Mexikanisch-Amerikanischen Krieges  in Littlestown im Adams County geboren. Er besuchte Gemeinschaftsschulen. Während des Bürgerkrieges diente Goulden in den Jahren 1864 und 1865 in der Marineinfanterie. Er war Mitglied im Direktorium (Board of Managers) der staatlichen Besserungsanstalt (reformatory) in Morganza (Pennsylvania). Dann zog er nach New York City. Er war zehn Jahre lang als Commissioner und Trustee an öffentlichen Schulen tätig und saß anschließend im Kuratorium (Board of Trustees) für Soldiers’ Home in Bath. Er war Secretary und Mitglied in der New York City Commission, welche das Soldiers’ und das Sailors’ Monument am Riverside Drive errichtete. Politisch gehörte Goulden der Demokratischen Partei an.
Bei den Kongresswahlen des Jahres 1902 für den 58. Kongress wurde Goulden im 18. Wahlbezirk von New York in das US-Repräsentantenhaus in Washington, D.C. gewählt, wo er am 4. März 1903 die Nachfolge von John H. Ketcham antrat. Er wurde drei Mal in Folge wiedergewählt, verzichtete aber auf eine erneute Kandidatur im Jahr 1910 und schied nach dem 3. März 1911 aus dem Kongress aus.
Nach seiner Kongresszeit ging er in New York City dem Versicherungsgeschäft nach.
Im Jahr 1912 kandidierte er im 23. Wahlbezirk von New York für den 63. Kongress und trat nach einer erfolgreichen Wahl am 4. März 1913 die Nachfolge von Henry S. De Forest an. Er wurde einmal wiedergewählt, verstarb allerdings vor dem Ende der Amtszeit am 3. Mai 1915 in Philadelphia. Sein Leichnam wurde dann auf dem St. Joseph’s Cemetery in Taneytown (Maryland) beigesetzt.